# Danny Fantôme
Danny Fantôme (Danny Phantom) est une série télévisée d'animation américaine en 53 épisodes de 24 minutes, créée par Butch Hartman et diffusée entre le 3 avril 2004 et le 24 août 2007 sur Nickelodeon.
En France, la série a été diffusée à partir du 24 octobre 2005 sur M6 dans M6 Kid puis sur Nickelodeon et sur Télétoon, et au Québec à la Télévision de Radio-Canada et VRAK.TV.

## Synopsis
Un jeune garçon du nom de Danny Fenton, dont les parents sont tous deux des scientifiques chasseurs de fantômes, réside dans la ville d'Amity Park.
Un jour, il découvre une sorte de porte gigantesque dans le laboratoire de ses parents. Il s'agit du « Portail Fenton », qui ouvre un passage direct vers la dimension des fantômes. Il décide d'essayer la machine avant le retour de ses parents, mais l'énergie ectoplasmique déployée accidentellement par le Portail Fenton lui confère des pouvoirs surnaturels propres aux fantômes : une force, une vitesse et une résistance surhumaine, ainsi que les pouvoirs de voler, devenir invisible et traverser les murs. Au fur et à mesure de la série, il développe d'autres pouvoirs. Mais parfois, ses pouvoirs diminuent.
Désormais devenu un hybride d'humain et de fantôme, Danny décide de se mettre au service du bien en chassant et en renvoyant tous les mauvais fantômes dans leur monde pour les empêcher de nuire au nôtre.
Il est chassé lui-même par ses parents, qui ignorent son secret, et il ne fait confiance à ce sujet qu'à ses deux meilleurs amis, Sam Manson, une jeune fille gothique et Tucker Folley, accro à la technologie. À eux trois, ils combattent les menaces que représentent les fantômes. Danny a par ailleurs beaucoup d'ennemis humains et fantômes, dont un autre hybride beaucoup plus puissant que lui, Vlad Masters. Sa sœur Jazz a découvert le secret de Danny mais elle garde le secret, préférant attendre qu'il lui en parle lui-même.

## Fiche technique
- Titre original : Danny Phantom
- Titre français : Danny Fantôme
- Création : Butch Hartman
- Réalisation : Butch Hartman, Wincat Alcala, Juli Murphy, Kevin Petrilak et al.
- Scénario : Steve Marmel, Sib Ventress et al.
- Direction artistique : Bob Boyle, George Goodchild
- Musique : Guy Moon
- Production : Bob Boyle, Steve Marmel, George Goodchild ;  Butch Hartman (exécutif)
- Sociétés de production : Nickelodeon Productions
- Sociétés de distribution : Viacom International (Monde), Nelvana (Canada)
- Pays :  États-Unis /  Royaume-Uni
- Langue : Français, Allemand, Anglais, Danois, Espagnol, Hongrois, Italien, Norvégien, Néerlandais, Polonais, Portugais, Turc
- Nombre de saisons : 3 (53 épisodes)
- Dates de première diffusion :
  - États-Unis : 3 avril 2004
  - France : 24 octobre 2005

## Distribution

### Voix originales
- David Kaufman : Danny
- Rickey Dshon Collins : Tucker
- Grey DeLisle : Sam Manson, Valerie Gray, Star
- Kath Soucie : Maddie, Lunch Lady Ghost, Box Lunch
- Patricia Heaton : Lunch Lady Ghost
- Peri Gilpin : Desiree
- Rob Paulsen : Jack, Box Ghost, Nicolai Technus, Skulktech 9,9
- Cree Summer : Valerie Gray
- Scott Bullock : Dash, Klemper, Hotep-Ra
- Colleen O'Shaughnessey : Jazz
- María Canals Barrera : Paulina
- Dat Phan : Kwan
- James Sie : Kwan
- Ron Perlman : M. Lancer
- Tara Strong : Ember, Penelope Spectra, Star, Lydia
- Dee Bradley Baker : Prince Aragon, Wulf, Observant 1
- Kevin Michael Richardson : Skulker, Skulktech 9,9, Dragon Ghost
- Mathew St. Patrick : Skulker
- Michael Dorn : Chevalier Noir
- Phil Morris : Observant 2, Damon Gray
- AnnaSophia Robb : Dani Phantom
- Krista Swan : Dani Phantom
- Martin Mull : Vlad Masters
- Bob Joles : Frostbite
- Chynna Phillips : Kitty
- William Baldwin : Johnny 13
- Brian Cox : Pariah Dark
- David Boat : Vortex
- David Carradine : Clockwork
- Eric Roberts : Dark Danny (saison 2, épisode 6)
- James Arnold Taylor : Walker
- James Garrett : Nocturne
- Jim Ward : Bertrand
- Jon Cryer : Freakshow
- Taylor Lautner : Youngblood
- Mark Hamill : Undergrowth
- Peter MacNicol : Sidney PoinDexter
- Susane Blakeslee : Dora
- Will Arnett : Ghostwriter

### Voix françaises
- Donald Reignoux : Danny, Dark Danny
- Christophe Lemoine : Tucker, Vlad Masters, Bertrand, Freakshow (saison 1)
- Thierry Buisson : Jack Fenton, Skulker, Walker, Chronos
- Martine Irzenski : Maddie, Désirée, Pénélope Spectra, La Cuisinière
- Marie Millet-Giraudon : Sam, Valerie, Danielle Fantôme, Kitty
- Julie Turin : Jazz, Paulina, Ember McLain
- Érik Colin : M. Lancer, Johnny 13, Technus, Glace Pilée, voix additionnelles
- Hervé Grull : Dash, Kwan, le Fantôme des cartons, Freakshow (saison 2), Vortex, Amorpho, Johnny 13 (saison 3)

- Version française
  - Studio de doublage : SOFI
  - Direction artistique : Érik Colin
  - Adaptation : Marie Durand-Roberts

## Personnages principaux
- Daniel « Danny » Fenton alias Danny Fantôme: le héros de la série. À la suite d'un accident dans le laboratoire de ses parents, Danny s'est vu transformé en hybride d'humain et de fantôme, doté de pouvoirs surnaturels qu'il use pour combattre les fantômes malveillants envers Amity Park. Sam et Danny sont d'abord amis mais ils finiront par sortir ensemble après avoir été un petit moment amoureux l'un de l'autre.

- Samantha « Sam » Manson : la meilleure amie de Danny et de Tucker. Sam est une gothique, une écologiste et une végétarienne activiste, plutôt râleuse et légèrement anti-sociale, restant en général avec ses deux amis. Elle aime secrètement Danny, ce qui est soupçonné par tous en dehors d'elle et Danny. Mais finalement son amour pour Danny lui saute aux yeux et elle verra que l'amour qu'elle lui porte est réciproque et ils sortiront ensemble. Elle est très riche car elle est l'héritière d'un grand inventeur.

- Tucker Foley : le meilleur ami de Danny et de Sam. À l'inverse exact de Sam, Tucker est détendu, bavard et friand de viande. Il drague souvent les filles, avec des résultats calamiteux. C'est un expert en tout ce qui concerne la technologie et l'informatique.

- Jack Fenton : le père de Danny, et le concepteur du Portail Fenton. Jack est excentrique et passionné par tout ce qui touche les fantômes. Il apparaît en général comme un idiot complet et incompétent dont les inventions fonctionnent de façon relative, mais il peut se révéler étonnamment efficace quand sa famille est en danger. Il est persuadé que tous les fantômes (y compris Danny Fantôme) sont mauvais, et cherche pratiquement toujours à les éliminer.

- Maddie Fenton : la mère de Danny, qui a aidé Jack dans la conception du portail. Également l'amour secret de Vlad. Si elle est parfois aussi excentrique que son mari, Maddie est, elle, brillante et excellente combattante, étant ceinture noire 9e dan. Comme Jack, elle croit tous les fantômes malveillants.

- Jasmine « Jazz » Fenton : la sœur ainée de Danny. À l'inverse de ses parents, Jazz se veut sérieuse et rationnelle, et tient à ne pas être mêlée à leurs histoires de fantômes. Elle a 16 ans et elle se prend pour une adulte. Toutefois, lorsqu'elle découvre que son frère, envers qui elle est surprotectrice, est un fantôme, elle prend le parti de l'aider, d'abord en dissimulant son secret, puis en chassant les fantômes avec lui à certaines occasions. Jazz est tout au moins aussi brillante que sa mère.

- Vladimir « Vlad » Masters/Vlad Plasmius : le pire ennemi de Danny. Autrefois le meilleur ami de Jack, Vlad a subi un accident similaire à celui de Danny, et est désormais un hybride avec 20 ans d'expérience en plus. Il est secrètement amoureux de Maddie, et, bien qu'il fasse semblant de toujours être ami avec Jack, il le hait en réalité mortellement pour avoir épousé Maddie. En raison de la nature de Danny, il espère un jour voir ce dernier devenir son fils adoptif.

- Valérie Gray : une élève de Casper High dont le père, anciennement chef de la sécurité d'Axion Laboratories, a été ruiné à la suite d'un incident avec Danny Fantôme et un chien fantôme. Depuis, Valérie hait les fantômes en général (surtout Danny), et les chasse en utilisant un arsenal de haute technologie fourni anonymement par Vlad. Au cours de la saison 2, elle a une romance avec Danny, ignorant qu'il est le fantôme qu'elle souhaite détruire.

## Lieux importants
- Amity Park : la ville où résident Danny, Sam, Tucker et la plupart des autres personnages humains. À la suite de la création du Portail Fenton par Jack et Maddie Fenton, Amity Park est constamment victime d'invasions de fantômes, que Danny combat généralement. Vlad devient le maire de la ville dans la saison 3[1].
  - Casper High : le collège où étudient la majorité des adolescents de la série, et très probablement d'Amity Park, aucune autre école n'ayant eu son existence confirmée
  - Axion Laboratory : une association scientifique où Damon Gray, le père de Valérie, était le chef de la sécurité. Elle est plus tard rachetée par Vlad.
  - Le Nasty Burger : un restaurant assez similaire au McDonald, fréquenté par la plupart des élèves de Casper High et, parfois, les Professeurs (Lancer dans Le Maître du temps) (épisode 28-29). Il a été détruit à deux reprises, mais à chaque fois reconstruit. La première fois, dans Le Maître du temps, lors du combat entre Danny et le Fantôme de la Boite à Pique-nique. La seconde par Vlad dans Œil pour œil, (épisode 41) afin de créer un nouveau restaurant, le McMasters, interdit aux adolescents, mais la pression des habitants de la ville l'oblige à reconstruire le Nasty Burger original.
- Royaume des Fantômes (ou Zone Fantôme) : dimension parallèle au monde physique, d'où les fantômes (à l'exception des hybrides) sont originaires. Le Portail Fenton créé par Jack et Maddie, ainsi que le portail de Vlad, permettent d'accéder à cette dimension.

## Épisodes
| Saison | Saison | Épisodes | États-Unis      | États-Unis    | France          | France           |
| Saison | Saison | Épisodes | Début de saison | Fin de saison | Début de saison | Fin de saison    |
| ------ | ------ | -------- | --------------- | ------------- | --------------- | ---------------- |
|        | 1      | 20       | 3 avril 2004    | 17 juin 2005  | 12 mars 2007    | 5 avril 2007     |
|        | 2      | 20       | 24 juin 2005    | 9 juin 2006   | 30 mars 2007    | 4 mai 2008       |
|        | 3      | 13       | 9 octobre 2006  | 24 août 2007  | 3 novembre 2008 | 19 novembre 2008 |

## Possible film en prise de vues réelles ou nouvelle série
En 2018, Butch Hartman a révélé qu'un script pour un film en prise de vues réelles est écrit, sans être sûr de sa  réalisation car Nickelodeon a les droits de la série. 
En février 2023, Paramount annonce un projet de film en prise de vue réel adapté de la série, information confirmée par Butch Hartmann. 
Il a affirmé vouloir l’acteur Tom Holland pour interpréter le rôle titre. Cette déclaration déclenche la colère des fans sur les réseaux sociaux, estimant l’acteur trop vieux pour le rôle.

## Annulation de la série
Au cours de la production, Butch Hartman a commencé à dépasser le budget alloué à la série. L'animation a été modifiée pour réduire les coûts de productions, des acteurs ont été engagés sans le consentement de Nickelodeon, et il leur avait été demandé 2 millions de dollars pour la publicité du téléfilm “Le Maître du Temps” (S2E8-9). Butch pensait que l'épisode spécial rapporterait plus d'argent grâce aux produits dérivés. Cependant, cela ne rapportait pas plus d'argent et Danny Fantôme fut un désastre marketing.
Nickelodeon, insatisfait des résultats et du comportement de Butch, pris la décision d'annuler la série en 2006. Cependant, Nickelodeon permis à Butch de terminer la production des saisons 2 et 3. En outre, Butch avait juste assez de budget pour produire une finale sous forme de La Planète Fantôme. La production de Danny Fantôme fut achevée en février 2007.